# Att be är att vara hos Gud
Att be är att vara hos Gud är en psalm vars text är skriven av Lars Westberg. Musiken till är skriven av Jakob Petrén.

## Publicerad som
- Nr 888 i Psalmer i 2000-talet under rubriken "Jesus Kristus - människors räddning".